# Gift of Gab
Gift of Gab é um filme musical estadunidense de 1934, do gênero comédia, dirigido por Karl Freund e distribuído pela Universal Pictures. Foi estrelado por Edmund Lowe como um homem com o "dom da palavra" – ele pode vender qualquer coisa a qualquer um – e Gloria Stuart. O filme é co-estrelado por Ruth Etting, Ethel Waters e Victor Moore, e apresenta Boris Karloff e Béla Lugosi. Os cenários do filme foram desenhados pelo diretor de arte David Garber.
Ruth Etting canta "Talking to Myself" e "Tomorrow, Who Cares?". Originalmente, Os Três Patetas foram contratados para aparecer no filme, mas eles haviam acabado de assinar com a Columbia Pictures para estrelarem "Woman Haters", o primeiro de seus curtas, então três atores parecidos os substituíram em "Gift of Gab".

## Elenco
- Edmund Lowe como Phillip "Gift of Gab" Gabney
- Gloria Stuart como Barbara Kelton
- Ruth Etting como Ruth
- Ethel Waters como Ethel
- Victor Moore como Coronel Trivers
- Alice White como Margot
- Hugh O'Connell como Patsy
- Helen Vinson como Enfermeira
- Gene Austin como Artista de Rádio
- Phil Baker como Doutor
- Tom Hanlon como Anunciador
- Henry Armetta como Zelador
- Andy Devine como McDougal, o garçom
- Winifred Shaw como Cantora em Cabaré
- Roger Pryor como Ele Mesmo
- Boris Karloff
- Béla Lugosi
- Alexander Woollcott